# Zhang Li
Zhang Li (chiń. 张莉; ur. 17 stycznia 1989 w Szantung) – chińska lekkoatletka specjalizująca się w rzucie oszczepem.
Dziesiąta zawodniczka igrzysk olimpijskich, które w 2008 roku odbyły się w Pekinie. Mistrzyni świata wśród juniorów młodszych - tytuł zdobyła w 2005 roku w Marrakeszu. Dwukrotna uczestniczka mistrzostw świata juniorów - Pekin 2006 i Bydgoszcz 2008. W obu występach uplasowała się na 4. miejscu w finale. W 2005 zajęła 6. lokatę w mistrzostwach Azji. Złota medalistka światowych wojskowych igrzysk sportowych (2007). Srebrna medalistka igrzysk Azji Wschodniej (2009). 
Rekord życiowy: 65,47 (1 października 2014, Inczon).